# Ierse fluit
Een Ierse fluit of (in een Schotse context) Schotse fluit is een variant van de dwarsfluit die gebruikt wordt in Ierse volksmuziek, Bretonse volksmuziek of Schotse volksmuziek De fluit heeft een conische boring en eenvoudig kleppensysteem en is voortgekomen uit vroeg-19e-eeuwse instrumenten van klassieke musici.

## Geschiedenis
Ondanks de veelgebruikte naam is de Ierse fluit niet afkomstig uit Ierland. Het gaat eigenlijk om een Engelse versie van een houten dwarsfluit, aangepast door Engelse bouwers en daarna drastisch veranderd door de Engelse uitvinder en fluitist Charles Nicholson.
Traverso’s, houten dwarsfluiten met een eenvoudig kleppensysteem, zijn niet bedacht met de volksmuziek als doel, maar werden voor dat doel aangepast door Schotse en Ierse fluitisten toen de klassiek geschoolde fluitisten in het midden van de 19e eeuw hun instrumenten vervingen door een modern instrument met het Böhm-systeem. De uit de mode geraakte oude instrumenten werden toen door de volksmusici opgepikt.
Vanaf het laatste deel van de 19e eeuw bestonden er grofweg twee types fluiten met grote boring, gemaakt door twee Londense bouwers: Rudall & Rose, en later Boosey & Co.. Boosey produceerde de Pratten-fluit, naar ontwerp van Robert Sidney Pratten, een vooraanstaand fluitist uit de jaren 1840 en 1850. George Rudall was een amateurfluitist die enige tijd studeerde bij Nicholson Jr. voordat hij zelf les begon te geven. Hij kwam in contact met John Mitchell Rose omstreeks 1820, wat het begin vormde van hun lange samenwerking.
Pratten was een vooraanstaand fluitist die actief was als solofluitist in dezelfde orkesten als Nicholson. Hij speelde aanvankelijk op een Siccama-fluit. Daarna ging hij samenwerken met fluitbouwer John Hudson, die de Siccama-fluiten bouwde, en samen ontwierpen ze de Pratten's Perfected flute, die Hudson produceerde onder zijn eigen naam vanaf circa 1852. Hudson en Pratten zouden het model aanbieden aan Boosey & Co., na John Boosey’s aanbod aan Hudson om bedrijfsleider te worden in zijn werkplaats.
De Pratten-fluiten hebben een wijdere boring en daarmee een groter geluid, resultaat van Hudsons aanpassingen aan de Siccama-fluiten. De Rudall & Rose-fluiten staan erom bekend een donkerder, puurder geluid te hebben, dunner van toon dan de Pratten-fluit. Rudall & Rose maakte fluiten van verschillende types, merendeels van cocus-hout (Brya ebenus) en palmhout. Veel van deze fluiten hadden een voetstuk waardoor ook de lage C# en C konden worden gespeeld met behulp van kleppen. Sommige moderne bouwers bouwen instrumenten met gaten op deze plaatsen maar zonder de kleppen (waardoor cis en C niet gespeeld kunnen worden), met de bedoeling de stemming en klank van de 19e-eeuwse originelen beter na te bootsen. Moderne bouwers maken replica’s van oude instrumenten met een stemming aangepast aan de gebruikelijke A=440 hertz in gelijkzwevende stemming. De fluiten van Rudall & Rose en Pratten werden gemaakt in de middentoonstemming, sommige ervan in gelijkzwevende stemming.

## Eigenschappen
In tegenstelling tot de instrumenten van Theobald Böhm heeft de "Engelse" dwarsfluit een eenvoudiger kleppensysteem. De zes belangrijkste toongaten zitten direct in het hout. Voor de andere noten worden vorkgrepen en kleppen toegepast. De Ierse fluit wordt soms beschouwd als D-instrument. Dat komt omdat de laagste noot een D is, en omdat de toonladder van D klinkt als de toongaten een voor een worden geopend (dus zonder het toepassen van vorkgrepen). De moderne Böhm-fluit laat dezelfde noten klinken, behalve dan dat de derde noot van onderen geen fis is, maar een F. De Ierse fluit is echter geen transponerend instrument: als een geschreven c gespeeld wordt, klinkt ook een c. Er bestaan overigens wel varianten in es, bes en C.
De Ierse fluiten hebben net als de traverso en de moderne piccolo een cilindrische boring in het kopstuk en een conische in het corpus, in tegenstelling tot de Böhm-fluit. De boring is het grootst bij het kopstuk en neemt af naar het voetstuk, waardoor de fluit korter kan zijn om een bepaalde toonhoogte te fabriceren.
Door de conische boring, het eenvoudiger kleppensysteem, de karakteristieke embouchuretechniek en de bouw in hout heeft de Ierse fluit een ander timbre dan de moderne dwarsfluit Veel bespelers van de “Ierse” fluit streven naar een meer donker en rietachtig geluid in vergelijking tot klassieke fluitisten.
Tegenwoordig worden Ierse fluiten gemaakt voor diverse stijlen van volksmuziek. Ze worden meestal van hout gemaakt, maar ook wel van delrin, pvc en bamboe. Het aantal kleppen varieert. Sommige varianten hebben helemaal geen kleppen. Ze zijn beter te stemmen dan de oudere instrumenten. Wat ze alle gemeen hebben is de basis van de zes toongaten zoals de traverso en de tinwhistle die ook hebben.

## Speeltechniek
De moderne speeltechniek in de Ierse volksmuziek heeft veel overeenkomsten met de speeltechniek van tinwhistle.

## Invloedrijke spelers van de Ierse fluit
- Matt Molloy
- Frankie Kennedy
- Kevin Crawford
- Seamus Egan
- Harry Bradley
- Michael Tubridy
- Micho Russell
- Francis O'Neill